# 1640 w literaturze
Wydarzenia literackie w 1640 roku.

## Urodzili się
- Aphra Behn, dramatopisarka angielska

## Zmarli
- 2 kwietnia – Maciej Kazimierz Sarbiewski, polski poeta i teoretyk literatury (ur. 1595)
- Daniel Naborowski, polski poeta